# Молінара
Молінара (італ. Molinara) — муніципалітет в Італії, у регіоні Кампанія,  провінція Беневенто.
Молінара розташована на відстані близько 220 км на схід від Рима, 80 км на північний схід від Неаполя, 22 км на північний схід від Беневенто.
Населення — 1634 особи (2014).
Щорічний фестиваль відбувається 16 серпня. Покровитель — святий Рох.

## Демографія
Населення за роками:

Станом на 1 січня 2023 року в муніципалітеті офіційно проживало 67 іноземців з 15 країн, серед них 11 громадян країн Євросоюзу.

## Сусідні муніципалітети
- Фояно-ді-Валь-Форторе
- Сан-Джорджо-Ла-Молара
- Сан-Марко-дей-Кавоті